# Franco Simone (album)
Franco Simone è un album dell'omonimo cantante pubblicato dall'etichetta discografica SGM nel 1979.

## Tracce
Lato A
1. Sono nato cantando
2. A Marilyn
3. Voglio farti un regalo
4. Arriva

Lato B
1. A quest'ora
2. Canzone con dedica
3. Io ti conosco
4. Natura

## Formazione
- Franco Simone – voce
- Ernesto Massimo Verardi – chitarra
- Gianni Dall'Aglio – batteria
- Loris Ceroni – basso
- Oscar Rocchi – tastiera
- Ellade Bandini – batteria
- Mario Lamberti – percussioni
- Bruno De Filippi – armonica
- Giuliano Bernicchi – tromba
- Rossana Casale, Wanda Radicchi, Lella Esposito  – cori